# Poa marcida
Poa marcida är en gräsart som beskrevs av Albert Spear Hitchcock. Poa marcida ingår i släktet gröen, och familjen gräs. Inga underarter finns listade i Catalogue of Life.